# Aldo Marazza
Aldo Marazza (Milano, 9 agosto 1912 – Monza, 11 settembre 1938) è stato un pilota automobilistico italiano. Corse nella serie voiturette ed all'epoca era uno dei guidatori più promettenti.
Vinse la sua prima gara nel 1937 al Circuito della Superba di Genova alla guida di una Maserati di sua proprietà, una 4CS, in precedenza posseduta dal Conte Giovanni Lurani e da Giuseppe Gilera.
Nel 1938 fu ingaggiato per gareggiare con la Maserati; la sua prima competizione con la Casa del tridente fu in Sicilia nel 1938 alla Targa Florio dove ebbe un incidente con la sua Maserati 6CM. Vinse il successivo Gran Premio di Napoli, sempre nel 1938. Al Gran Premio di Milano dello stesso anno si ribaltò con la sua 6CM alla curva di Lesmo. Si perforò un polmone e morì il giorno successivo.